# François-Louis Chantereau
Pour les articles homonymes, voir Chantereau.
François-Louis de Chantereau, mort en 1531 à Paris, est un évêque français du XVIe siècle.

## Biographie
Louis Chantereau est membre de l'ordre des augustins et devient provincial de son ordre en 1519. Il est le confesseur du roi Louis XII et de la reine. Il le devient ensuite pour François Ier, qui le nomme d'abord abbé de Saint-Euverte d'Orléans, en 1527, puis évêque de Mâcon en 1529. Par ses soins, un synode diocésain est convoqué à Mâcon le 18 avril 1531 pour traiter les questions d'une réforme complète des règlements ecclésiastiques. Chantereau meurt la même année.